# Call It Off (groupe)
Pour les articles homonymes, voir Call It Off.
Call It Off est un groupe néerlandais de pop punk, originaire d'Eindhoven. Le groupe est formé par le guitariste et chanteur Maurice Bolier, le guitariste et chanteur Adrian DeLange, le bassiste Lesley Klaverdijk, et le batteur Sergei Christian. Bolier et Christian jouent toujours avec le groupe, tandis que DeLange et Klaverdijk l'ont quitté. 
Le groupe compte trois EP, deux albums et huit singles.

## Histoire

### Débuts (2013–2015)
Call It Off est formé à Eindhoven, aux Pays-Bas, en 2013. Adrian DeLange était sur le point de partir en tournée avec un autre groupe, mais leur guitariste n'a pas pu partir. Étant ami avec Maurice Bolier depuis longtemps, DeLange demande à Bolier de participer à la tournée en tant que remplaçant. Pendant la tournée, ils se lient d'amitié avec le manager de la tournée, Lesley Klaverdijk, et après avoir passé de nombreuses heures ensemble, ils discutent de l'idée de monter un groupe. À la fin de la tournée, ils mettent leur projet à exécution et ont baptisé leur groupe Call It Off. Le groupe prend le nom d'une chanson du groupe américain de punk rock Broadway Calls. En ce qui concerne le batteur, Bolier allait à l'école à l'époque avec Sergei Christian et lui a demandé d'être leur batteur, ce qu'il a accepté,.
Le 20 septembre 2013, Call It Off sort son EP, Lovers, alors qu'il était signé chez White Russian Records. Un deuxième EP suivra le 12 mars 2014, intitulé Liars. Environ un an plus tard, le groupe a combiné les deux EP dans leur premier album, Lovers and Liars, et ajoute également deux nouvelles chansons. La dernière sortie du groupe sous White Russian Records est le single Anesthesia, qui est publié le 12 octobre 2015.

### Abandonnedet séparation (2016–2022)
En mars 2016, Call It Off avait prévu de sortir un nouvel album, mais ils se retiennent en raison de la signature d'un contrat avec Sony Music pour leur prochain album. Le groupe annonce qu'il avait conclu cet accord le 21 avril 2016. Le single précédemment annulé, Abandoned, sort ensuite le 26 août 2016. Le 2 décembre 2016, le groupe annonce son deuxième album, Abandoned, ainsi que le nouveau single, Death or Glory. Avant la sortie du nouvel album, le groupe sort également le single, Scream Your Heart Out, le 6 janvier 2017. L'album sort le 20 janvier 2017, suivi d'une tournée plus tard dans l'année qui se déroulée du 2 novembre 2017 au 23 décembre 2017.
Pendant cette période, il est constaté que le groupe avait plagié la chanson Sorry du groupe de pop punk britannique Flatline Stereo. Après Abandoned, Call It Off sort trois singles, Young (2018), Maybe I Don't Wanna Know (2019), et Every Little Thing (2019). 
Le 5 février 2020, le groupe annonce sa séparation après un dernier concert le 8 mai de la même année, finalement reporté au 13 mai 2022 en raison de la pandémie de Covid-19. Pendant ce temps, le groupe choisit de retourner chez White Russian Records pour écrire et enregistrer leur dernier EP, Fare Well, qui sort la veille de ce concert. Trois singles sont extraits de l'EP : Go Home, Bury the Dead et I Don't Wanna Miss You.

### Retour (depuis 2023)
Le 22 février 2023, Bolier et Christian annoncent le retour de Call It Off. Le groupe publie une déclaration sur son Instagram indiquant que DeLange et Klaverdijk avaient tous deux perdu leur passion pour le groupe, mais avaient donné leur bénédiction à Bolier et Christian pour continuer sans eux. À la place de leurs anciens compagnons de groupe, les deux ont recruté leur ancien claviériste de tournée Gio Sliwa comme second guitariste et leur ami de longue date Timmy Steenstra Toussaint comme nouveau bassiste. En ce qui concerne le retour du groupe, Christian déclare qu'il n'avait jamais voulu que le groupe s'arrête, « mais on ne peut pas faire grand-chose tout seul ». Il déclare également qu'« il y a beaucoup de nouvelle musique à venir. Je n'ai jamais autant écrit qu'au cours des six derniers mois. Et si ça ne tenait qu'à moi, on n'arrêterait jamais,! » En parallèle à cette annonce, le groupe sort un nouveau single Letting Go le 9 mars 2023. Plus tard dans l'année, le groupe collabore avec Broadway Calls sur un autre nouveau single, I'm Done, qui sort le 16 mai 2023.

## Discographie
- 2013 : Lovers (EP)
- 2014 : Liars (EP)
- 2015 : Lovers and Liars (album)
- 2017 : Abandoned (album)
- 2018 : Young (single)
- 2019 : Maybe I Don't Wanna Know (single)
- 2019 : Every Little Thing (single)
- 2022 : Fare Well (EP)
- 2023 : Letting Go (single)
- 2023 : I'm Done (feat. Broadway Calls) (single)